# Accident de Puisseguin
Le texte peut changer fréquemment, n’est peut-être pas à jour et peut manquer de recul. 
Le titre et la description de l'acte concerné reposent sur la qualification juridique retenue lors de la rédaction de l'article et peuvent évoluer en même temps que celle-ci.
L'accident de Puisseguin est un accident de la route survenu le 23 octobre 2015 à Puisseguin, dans le nord-est de la Gironde dans le sud-ouest de la France.
Un autocar percute un camion semi-remorque qui s'est déporté sur la gauche dans un virage d'une route départementale. Bien que moyennement violent, le choc a provoqué l'embrasement rapide des deux véhicules. Cet accident qui a causé la mort de 43 personnes est le plus meurtrier en France depuis celui de Beaune en 1982 où était également impliqué un autocar.

## Contexte
Au matin du 23 octobre 2015, vers 7 h 30, un autocar quitte le village de Petit-Palais (Gironde) avec à son bord 47 personnes âgées plus leur accompagnatrice de 28 ans et le conducteur, un Libournais d'une trentaine d'années, pour une journée d'excursion à Arzacq-Arraziguet dans le Béarn (Pyrénées-Atlantiques). Un camion grumier semi-remorque d'une petite société familiale de transport de l'Orne (Basse-Normandie) revient d'une livraison de bois. Il est conduit par un chauffeur de 31 ans, Cyril Aleixandre, accompagné de son fils âgé de trois ans, originaires de Saint-Germain-de-Clairefeuille (Orne),. Les deux chauffeurs sont décrits comme des conducteurs expérimentés par leurs employeurs respectifs,.
L’alerte a été donnée à 7 h 30 par un appel téléphonique d’un témoin de l’accident à la centrale d’appel du service départemental d’incendie et de secours de la Gironde. Le premier véhicule de secours des pompiers appartenant au centre de secours de Castillon-la-Bataille est arrivé sur les lieux de l’accident vers 7 h 50.

## Circonstances
À sept kilomètres de son lieu de départ, l'autocar entre en collision avec le camion grumier semi-remorque à vide dans un virage à gauche de la route départementale 17 (entre Puisseguin et Saint-Genès-de-Castillon). Les deux véhicules prennent immédiatement feu causant la mort de 43 personnes et faisant huit blessés dont quatre dans un état grave.
Selon les premiers éléments de l'enquête livrés par le procureur de la République de Libourne, Christophe Auger, quelques jours après le drame, les origines de la collision restent incertaines mais le camion avec sa semi-remorque à vide se serait déporté sur la voie de gauche, le chauffeur aurait tenté de redresser sa trajectoire mais le tracteur se serait mis en travers à angle droit, embarqué par la semi-remorque au moment d'être percuté par l'autocar sur le côté gauche de la cabine. Le procureur parle de traces de ripage des essieux de la semi-remorque et de freinage sur la chaussée et signale que celle-ci était humide et glissante la nuit non encore dissipée.
Sous le choc, une tige métallique d'un peu plus d'un mètre qui se trouvait à l'extérieur derrière l'habitacle du camion aurait, du fait de la collision, perforé le réservoir de carburant additionnel situé derrière la cabine du tracteur. Le gazole qui était sous pression dans ce réservoir déformé par le choc fut projeté sous forme d'un « nébulisat » sur le pare-brise de l'autocar, partiellement effondré sous le choc, et a pu donc gagner l'intérieur. Contrairement au gazole liquide, les fines gouttelettes de ce nébulisat s'enflamment facilement au contact d'un point chaud (le moteur du tracteur et son échappement brûlant sont logés sous sa cabine), ce qui aurait provoqué l'incendie et sa propagation très rapide à l'intérieur de l'habitacle de l'autocar selon Patrick Touron qui dirige l'Institut de recherche criminelle de la gendarmerie nationale (IRCGN),.
Les vitres du car qui ont éclaté sous l'effet du choc ont permis la propagation de l'incendie à l’intérieur du car.
Dans son rapport publié début août 2017, le bureau d'enquêtes sur les accidents de transport terrestre (BEA-TT) confirme la responsabilité du réservoir auxiliaire : « le réservoir additionnel du tracteur routier qui était installé au dos de la cabine de conduite au-dessus d’éléments mécaniques, tels que la ligne d’échappement et le dispositif de réduction catalytique sélective qui en fonctionnement sont portés à haute température, et qui s’est rompu sous le choc, a joué un rôle majeur dans le déclenchement de cet incendie ». Il indique que ce réservoir additionnel d'une capacité de 375 litres installé par un équipementier n'était pas homologué. Il en est de même du réservoir d'ADBlue, un fluide limitant les émissions des moteurs diesel, d'une contenance de 72 litres. L'ajout de ces deux réservoirs additionnels a obligé à reculer la sellette d’attelage du tracteur routier afin de préserver un espace suffisant pour les branchements pneumatiques et électriques de la semi-remorque. Le BEA-TT juge cette modification non conforme à la règlementation. Enfin le bureau d'enquête signale un défaut du système anti-blocage des roues (ABS) qui n'était efficace que du côté gauche en cas de freinage et aurait pu contribuer à la mise en portefeuille du poids lourd.
Le chauffeur de l'autocar voyant venir la collision aurait ouvert précipitamment les portes de son bus juste avant la collision. D'après un survivant, les passagers auraient commencé à descendre sans précipitation avant de se retrouver piégés par les fumées toxiques et les flammes, au vu de la lenteur de l'évacuation de ces personnes âgées. Un témoin s'est rendu rapidement sur les lieux de la catastrophe mais dit n'avoir rien pu faire devant la violence de l'incendie.

## État de la route
La route compte 2 956 véhicules journaliers, dont 5,65 % de véhicules lourds.
Elle est large de six mètres, partagée en deux voies par une ligne médiane pointillée T3 usée et peu lisible, avec un rayon de courbure de cinquante-cinq mètres, ce qui peut rendre difficile le croisement de véhicules larges et longs.
Aucune restriction à la circulation routière n’y est établie. La vitesse maximale autorisée est de 90 km/h.

## Les véhicules impliqués

### Autocar

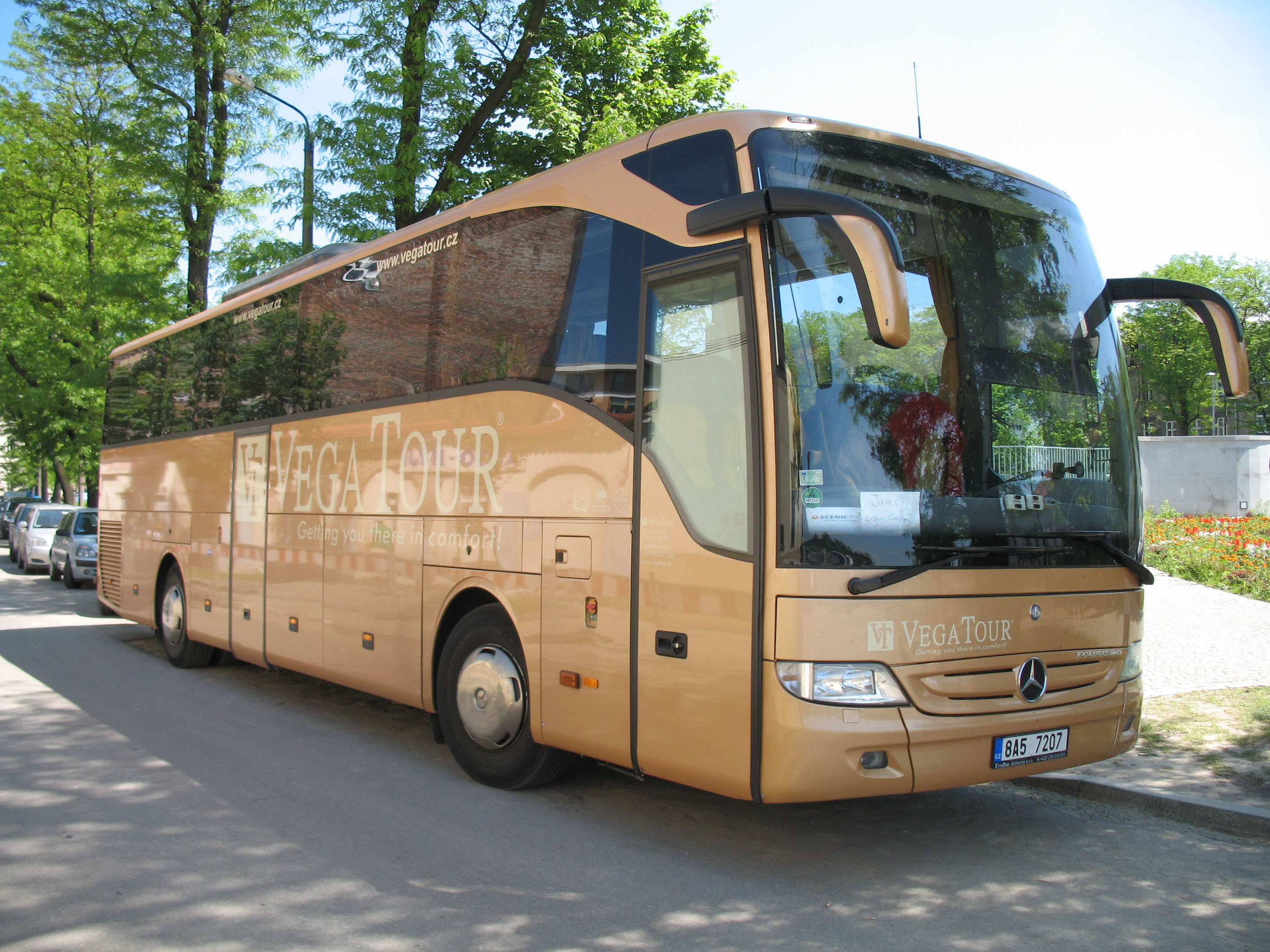
Un autocar Mercedes Tourismo 15RHD du même modèle que celui accidenté.

L'autocar est un modèle Mercedes Tourismo qui date de 2010 ou 2011. Son moteur Diesel est situé à l'arrière, après l'essieu.
L'autocar est équipé de deux réservoirs en polyéthylène d'une capacité de 235 et 265 litres situés à l'avant entre les batteries électriques et le tableau électrique. Ils contiennent du carburant diesel dont le point éclair est à 55 °C et la température d’auto-inflammation est supérieure à 250 °C.
L'autocar dispose de deux issues d'évacuation, étroites et équipées d'escaliers.
Il dispose également d'issues de secours en partie haute, pour le cas où il serait couché.
L’autocar ne dispose pas d’éclairage de secours.

### Ensemble routier

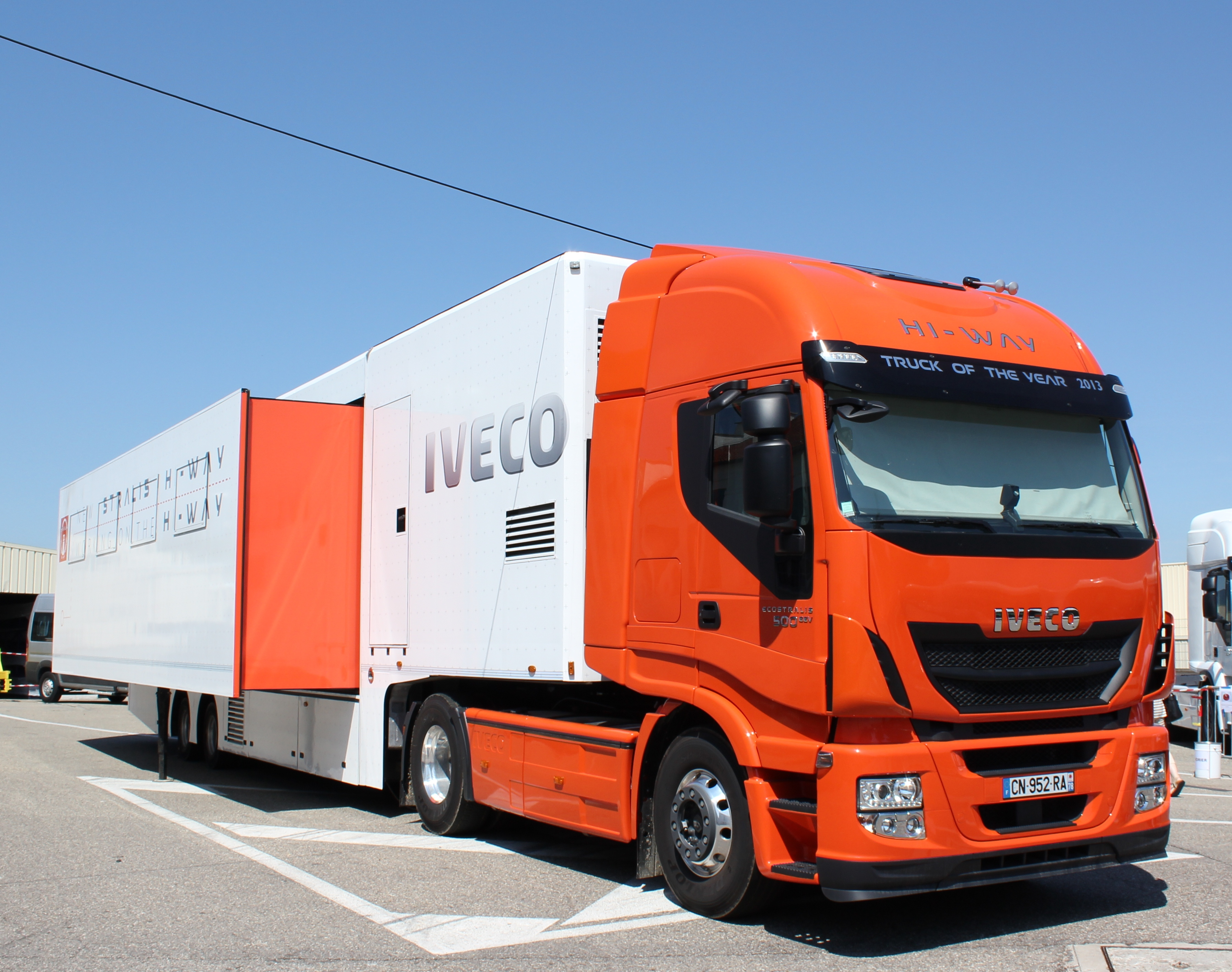
Un tracteur semi-remorque Iveco Stralis Hi-Way du même modèle que celui accidenté.

Composé d'un tracteur routier Iveco Stralis HI-WAY 560, (le DAF XF 105 460 souvent cité à tort était l'ancien camion du chauffeur impliqué dans cet accident) et d'une semi-remorque destinée au transport du bois, le camion grumier roulait à vide au moment de la collision. La société Aleixandre, appartenant au père du conducteur, indique que le tracteur du camion qui date de moins d'un an, n'est pas équipé d'une grue hydraulique, et que la remorque appartient à une autre société cliente basée en Mayenne.

#### Tracteur
| Nom abrégé | Nom anglais                       | Rôle                                                                                     | Présence |
| ---------- | --------------------------------- | ---------------------------------------------------------------------------------------- | -------- |
| ABS        | Anti-lock Braking System          | pour empêcher le blocage des roues au freinage                                           | oui      |
| BAS        | Brake Assistant System            | pour amplifier le freinage d’urgence                                                     | oui      |
| EBL        | Electronic Brakeforce Limitation  | pour optimiser la force de freinage en rapport à la charge                               | oui      |
| ASR        | Anti-Slip Regulation              | pour empêcher les roues motrices de patiner à l’accélération                             | oui      |
| ESP        | Electronic Stability Program      | pour contrôler la dynamique latérale du véhicule (stabilité en sous-virage et survirage) | non      |
| AEBS       | Advanced Emergency Braking System | pour éviter une collision ou réduire la vitesse de collision                             | non      |

Le tracteur de la semi-remorque avait subi différentes modifications, notamment :
- ajout de jeux de lumières décoratives, en partie non conformes à la règlementation, mais ne semblant pas être impliqués dans l'accident ;
- ajout d'un réservoir de carburant non homologué, mais faisant partie d'une famille de réservoir homologués, au-dessus du dispositif de réduction catalytique ;
- ajout d'un réservoir d'urée ;
- déplacement de la sellette augmentant la taille de l'ensemble semi-remorque à 16,565 m, supérieure aux 16,50 m règlementaires, mais ne semblant pas être impliquée dans l'accident.

#### Semi-remorque
La semi-remorque était d'une longueur de 13,26 m, d'une largeur de 2,55 m et d'un poids à vide de 7,2 tonnes.
Elle était équipée d'un dispositif antiblocage de roues (ABS) dont certains désordres ont pu conduire le véhicule à être déporté sur sa gauche et à se positionner en portefeuille.

## Vitesse des véhicules
Les deux vitesses, celle de l'autocar et celle du tracteur routier, étaient enregistrées par chronotachygraphe, mais les deux appareils ont été détruits par l'incendie. De ce fait, les vitesses au moment de l'accident ne sont pas connues.
Les hypothèses de reconstitution par simulation de l'accident suggèrent que le poids lourd pouvait rouler sensiblement plus vite que l'autocar, et que chacun des deux ayant freiné, la vitesse cumulée au moment du choc frontal pouvait être de l'ordre 50 km/h.
Dans son rapport, le BEA-TT recommande la mise en place dans le virage d'une limitation de vitesse à 50 km/h.

## Incendie
L'hypothèse du bureau d'enquête suggère qu'au moment du choc frontal, les carburants des deux véhicules ont coulé sur la chaussée. Ainsi, plusieurs centaines de litres de carburant ont pu entrer en contact avec des éléments chauds tels que le circuit de recyclage des gaz, ou des éléments échauffés par le choc, de telle manière à ce que le carburant s'embrase.
Une fois le feu entré dans l'autocar, l'habillage intérieur a pu être atteint, et ses composants ABS, polypropylène, polyester et polyuréthane ont dû dégager des fumées chaudes et des gaz très toxiques propagés rapidement dans le véhicule.
Les pompiers ont procédé à une attaque massive de l’incendie au moyen de deux lances à eau et d’une lance à mousse et ont rassemblé les victimes de l’accident dans les locaux du foyer rural de Puisseguin transformé en poste médical avancé. Le feu a été annoncé circonscrit à 8 h 44.

## Règlementation
Les diverses normes relatives aux véhicules routiers comme aux autocars, notamment en termes d'incendies, sont définies à divers échelons, comme l'ONU, l'Union européenne ou la France. Certaines directives européennes ont également été abrogées.

## Procédure judiciaire
Aucune mise en examen n'est prononcée. En janvier 2021, le parquet de Libourne formule des réquisitions supplétives d'auditions et de mises en examen mais elles sont rejetées. Le 14 octobre 2021, le juge d'instruction rend une ordonnance de rejet d'actes et de non-lieu. La décision est motivée par le fait que la cause de l'accident n'est pas le réservoir incriminé mais la vitesse excessive du conducteur du camion qui est décédé dans l'accident. Le procureur de la République interjette appel, qui sera examiné par la cour d'appel de Bordeaux les 17 et 18 novembre 2022.

## Hommages
Dans l'après-midi du 25 octobre, de 4 000  à   5 000 personnes défilent à Petit-Palais-et-Cornemps lors d'une marche silencieuse, en hommage aux victimes, dont 28 étaient originaires de la commune.
Le 27 octobre, une cérémonie d'hommage républicain, en présence du président de la République François Hollande, du Premier ministre et de plusieurs ministres est organisée dans cette commune.
Un an après la catastrophe, le 23 octobre 2016, une stèle avec le nom des victimes est inaugurée sur une aire de pique-nique non loin du lieu de l'accident.